# 拉普镇
拉普镇，是中华人民共和国四川省凉山彝族自治州越西县下辖的一个乡镇级行政单位。2021年1月12日，撤销四甘普乡和拉普乡，设立拉普镇。以原四甘普乡和原拉普乡所属行政区域为拉普镇的行政区域。

## 行政区划
拉普镇下辖以下地区：
阿牛吾村、拉普村、哈木村、斯吉村和如果洛村。